# Epirhyssa amazonica
Epirhyssa amazonica är en stekelart som beskrevs av Alexander Mocsáry 1905.
Epirhyssa amazonica ingår i släktet Epirhyssa och familjen brokparasitsteklar. Inga underarter finns listade i Catalogue of Life.